# Поющий бархан
Пою́щий барха́н — гора из песка светлых тонов, имеет длину до 3 км и высоту 150 м. Бархан расположен в коридоре между гребнями Джунгарского Алатау — Большого и Малого Калканов на территории национального парка Алтын-Эмель в Алматинской области Казахстана, в 183 км к северо-востоку от Алма-Аты. Поющий бархан — феномен природы, знаменит тем, что в сухую погоду пески издают звук, похожий на мелодию звонкого органа.

## Туристическая достопримечательность

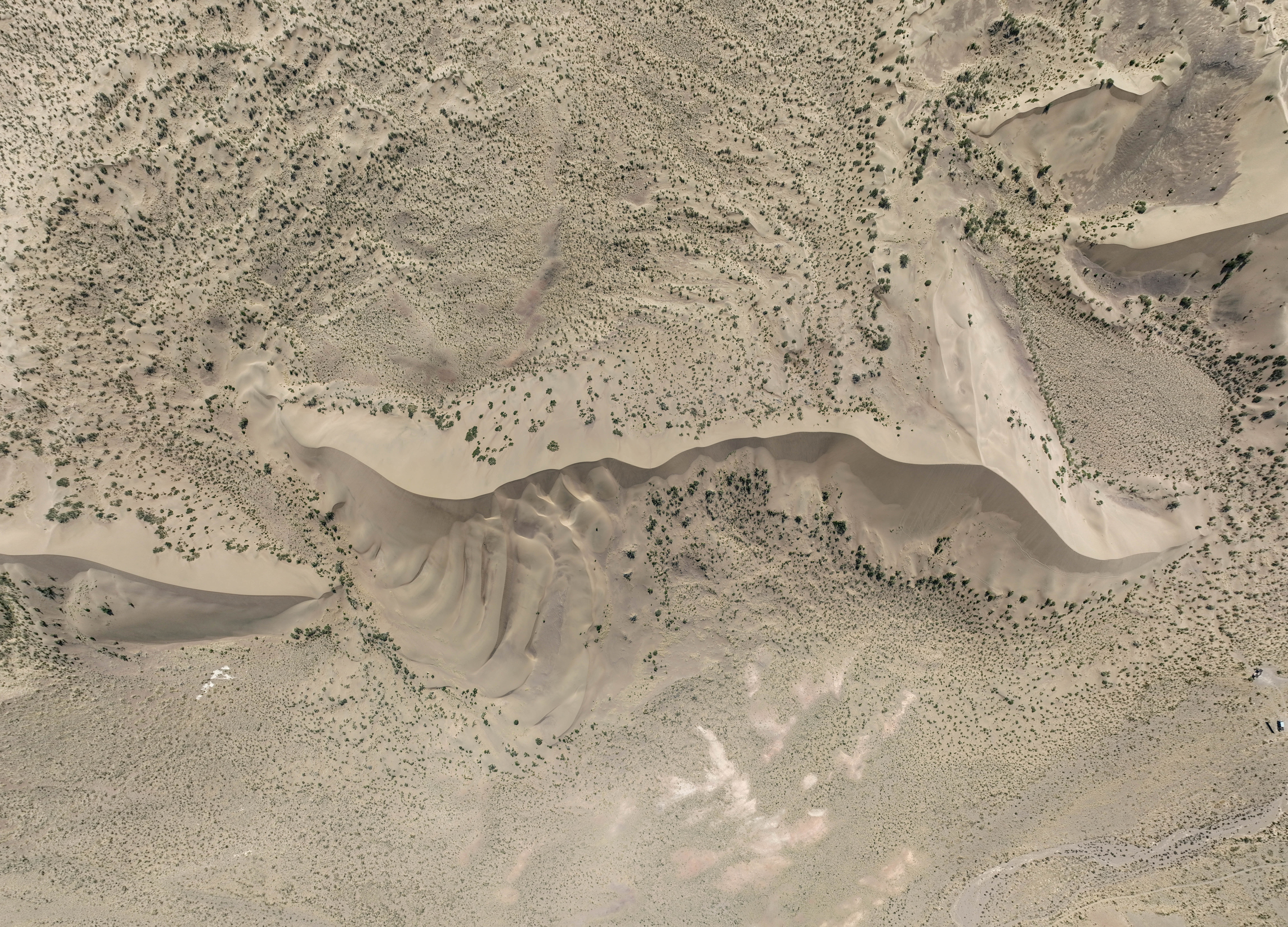
Вид сверху на центральную часть бархана

С бархана открывается красивый вид окружающей местности. На юге видна тонкая полоса реки Или, фиолетовые горы Согеты и Богуты, за которыми выглядывают белыми вершинами хребты Кетменя. С запада горизонт закрывает обрывистая сторона Большого Калкана, с востока — Малого. А на севере за ним видна сиренево-голубая гряда отрогов Джунгарского Алатау, горы Чулак, Матай и Алтын-Емель. У их подножия раскинулась подгорная долина, изрезанная тонкими полосками сухих русел дождевых потоков. Юго-западный склон бархана гладкий, тогда как противоположный на северо-востоке имеет несколько гребней с пологими скатами. Поющий бархан — популярная туристическая достопримечательность.

## Образование
Бархан образовался в результате выдувания песков с отмелей реки Или. В данной части долины реки Или (между Калканами и горами Богуты и Сюгаты) дует сильный ветер, который поднимает с речных отмелей тучи песчаной пыли. У Большого и Малого Калканов, стоящих под небольшим углом друг к другу, ветер встречает препятствие и, ослабев, оставляет песок. Так, за многие тысячелетия, выросла громадная песчаная гора. Бархан не кочует по равнине, несмотря на зыбкость песка и сильные ветры, а остаётся на месте вот уже несколько тысячелетий.

## Звуковой эффект
Причиной звучания песка является трение песчинок при его движении (ветер, хождение по нему и т. п.). В 1962 году ленинградский физик В. Арабаджи провёл ряд наблюдений.
Чем больше движущаяся масса песка, тем выразительнее звук — от слабого писка до мелодии органа и даже грохота. Издаёт звуки лишь сухая песчаная масса.

## Легенды
Поющие пески с глубокой древности вызывали множество народных суеверий. В дошедших до наших дней легендах пение песков объяснялось деятельностью духов пустыни, фантастических животных, звучанием колоколов погребённых городов, мощными, бушевавшими под землёй реками и многими другими необыкновенными причинами.
Одна из легенд гласит: «В древние времена путешествовал по миру шайтан (то есть чёрт). Подсматривал за людьми, строил козни, успевал везде и не пропускал ничего. Однажды прогневался на него Всевышний и лишил возможности молниеносно передвигаться с одного места в другое. Тогда шайтану пришлось пешком добираться до своего дома — а дом стоял на вершине горы. Долго шайтан шёл по степи, пробирался по извилистым тропам вдоль берегов реки Или, наконец устал и прилёг отдохнуть. Так труден был его путь и так тяжело было бремя свершённых им деяний, что шайтан уснул крепким сном. И спит он до сих пор, обратившись одиноким барханом, и ничто и никто не могут его разбудить — ни палящее солнце, ни дожди, ни грозы, ни ветры. Только иногда одинокий стон вырывается из его груди, когда кто-то пытается потревожить навсегда уснувшего шайтана».
По другой легенде, под песками бархана похоронен Чингисхан и его боевые соратники, а песок поёт, когда душа хана «изнемогая от душевных мук, рассказывает потомкам о своих подвигах».

## Семь новых чудес природы
Бархан вошёл в список номинантов Семи новых чудес природы.